# Moombahsoul
El moombahsoul, también llamado moombahdeep o ambient moombahton , es el subgénero de moombahton, que contiene influencias con una fusión de la deep house y soul, además de géneros como dutch house, electro house, house y EDM, también comparte características de reguetón, salsa, reggae y latin house, aunque actualmente se han incorporado el estilo y los elementos de tropical house.

## Características y elementos
Tiene la característica de ser un género sin un tener un punto culminante muy notorio, heredado del deep house, con base hecha de percusiones y kicks de 4/4 (four-on- the-flour) heredados del house y con estilo dutch house y ritmo tomado del reguetón con melodías que pueden ser parecidas a las de salsa pero sin ser “explosivo” por su influencia deep house, también puede estar con percusiones tropicales y estar orientada con temática tropical heredada del tropical house. Otra característica que comparte con el deep house es que tiene un sonido suave, sensual, cálido envolvente y bailable a la vez. Igualmente cuenta con efectos ambientales. Usualmente tiene un tempo que oscila entre 108 a 116 bpm.

## Exponentes notables
Algunos de los artistas exponentes de este género son LOOJAN, Aero Chord, Los Dutis, Freebot, Ivan Dola, King Kong, Jay Silva, Noizekid, Bassemyliano A.K.A Franmy,LNy Wildsound,  NoiseTwins, Mambo Killers, DJ Deepside, DJ Jose, Julian Parker, Casper, DJ Hell!, Happy Colors, LIOHN, DJ Ash, DJ Elnica, Kid Chaos, entre otros.